# 캘리포니아 공과대학 서브밀리미터 천문대

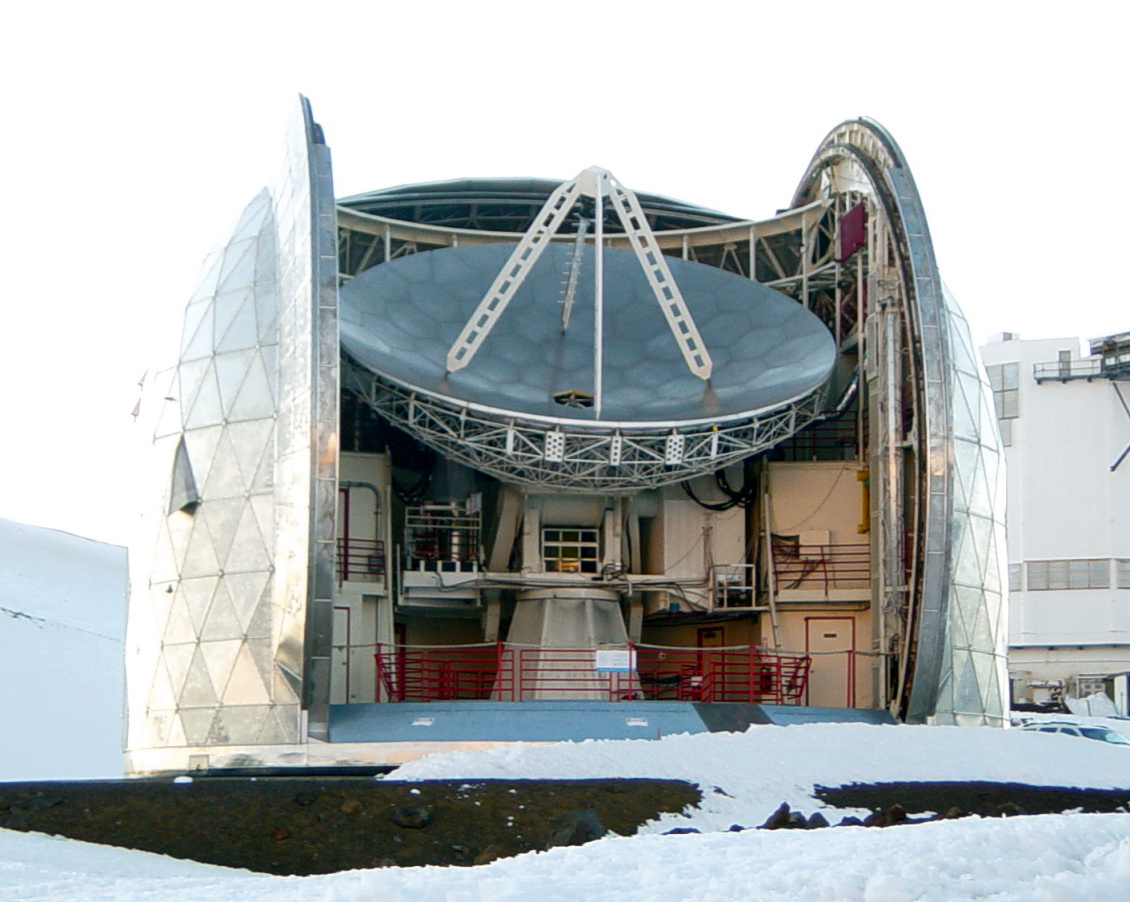
CSO 전파망원경

캘리포니아 공과대학 서브밀리미터 천문대(Caltech Submillimeter Observatory, CSO)는 하와이섬 마우나케아산 정상 부근에 맥스웰 망원경 부근에 세워진 지름 10.4m의 서브밀리미터 천체망원경이다. 테라헤르츠 대역의 서브밀리미터 천문학에 참여한다.
캘리포니아 서브밀리미터 천문대와 맥스웰 천문대는 서로 연결되어 최초의 서브밀리미터 간섭 관측기를 구성하였다. 이 실험의 성공으로 서브밀리미터 어레이(Submillimeter Array)와 아타카마 대형 밀리미터 어레이(Atacama Large Millimeter Array) 간섭 관측기가 세워지게 되었다.